# آبشاران
آبشاران جماعت و شهرکی در جنوب غربی کشور تاجیکستان است که در ناحیهٔ شهر توس ولایت ختلان قرار دارد. جمعیت این جماعت ۶۰۱۰ است.